# カットスペリング
カットスペリング(en:Cut Spelling)は、英語の綴り字改革案(en:English-language spelling reform)の一つである。余分な文字を削減したり（文字の）置き換えをしたりすることによって、（書き言葉と）話し言葉との対応を改善しようとするものである。Christopher Upward によって立案され、一時は英語綴り字協会(en:Simplified Spelling Society)によって普及がすすめられていた。（カットスペリングで書かれた）結果としての単語は、標準綴り字よりも8–15%短くなる。カットスペリング(en:Cut Spelling)という名前は、心理学者en:Valerie Yuleによって造語された。
提案されている他の改革案とは異なり、カットスペリング(Cut Spelling) は、英語の綴りを音素ベースで表音的にするような試みではなく、単に現行の綴りの不要なまでの難しさを取り除こうとするものである。カットスペリングが"伝統的正書法"と異なるところは、おもに、単語から文字を取り除くところにあり、他の改革案と比べれば相対的に文字の置き換えは少ない。それの立案者によれば、このことが、伝統的綴り字になじんだ読み手をかなり速く容易にカットスペリングに慣れさせることを許すのであり、しかもなお、その言語の学び手に、大いに単純化され、より体系的な綴り字のシステムを与えることにもなる。

## 切り落としのルール
カットスペリングは、伝統的綴り字からの変換のために、３つの主な切り落としルールを使う:
1. 発音に関係のない文字。このルールは、たいていの読まない文字を削除するが、(たとえばマジックeのように) 発音を示す助けになる文字は維持される。間違った黙字を省略したり含めたりというのは、よくある誤りである。例: peace → pece, except → exept, plaque → plaq, blood → blod, pitch → pich.
2. ストレスのない母音をカットする。英語のストレスのない音節は、通常、あいまい母音 /ə/で発音されるが、対応する標準綴りはなく、いかなる母音字でも書かれうる。このような音節で文字を間違えて書いてしまうのは、よくある誤りである。─ たとえば、separateをseperateと書いてしまう、など。カットスペリングは、このような母音字を接近音の(/l/や/r/)、鼻音の(/m/、/n/、/ŋ/)の前で完全に除去する。さらに加えて、接尾辞において母音字を落とすこともあり、-able と -ible の混乱をなくす。例: symbol → symbl, victim → victm, lemon → lemn, glamour/glamor → glamr, permanent → permnnt, waited → waitd, churches → churchs, warmest → warmst, edible → edbl.
3. 二重子音字を単純化。このルールは、もうひとつの最もありがちな誤りをなくす助けになる: 文字を二重化し忘れたり(accommodate と committee は、しばしば間違って綴られる)、あるいは間違えて文字を二重にしたりするのを防ぐ。カットスペリングは、すべての二重(子音)字を除去するわけではない。単語によっては(特に２音節の単語では)、二重子音字が発音の異なる単語との区別のために必要な場合がある (e.g., holly and holy)。例: innate → inate, necessary → necesary, spell → spel.

## 置き換えのルール
カットスペリングのシステムは、３つの置き換えルールも使う:
1. 二重音字の gh と ph は、発音が/f/のときは f の文字になる。例: draught → draft, sulphur → sulfr, photograph → fotograf.
2. gの文字は、/dʒ/あるいは/ʒ/の発音のときは j の文字になる。例: judge → juj, rouge → ruje.
3. ig と igh の文字列は、/aɪ/の発音のときは y の文字になる。例: flight → flyt, sign → syn.

The Cut Spelling Handbook には、chが/k/の発音のときはkで置き換える、二重母音の/aɪ/が通常でないパターンのときはyで置き換える、などのルールも、-tion, -cian, -sion, -ssion などを -shn で置き換えるのと同様に、オプショナルな追加的ルールとして載せてある。

## サンプルテキスト
"Wen readrs first se Cut Spelng, as in this sentnce, they ofn hesitate slytly, but then quikly becom acustmd to th shortnd words and soon find text in Cut Spelng as esy to read as traditional orthografy, but it is th riter ho realy apreciates th advantajs of Cut Spelng, as many of th most trublsm uncertntis hav been elimnated."

Th Space Race was th competition between th United States and th Soviet Union, rufly from 1957 to 1975. It involvd th efrts by each of these nations to explor outr space with satlites, to be th 1st to send there a human being and to send mand and unmand missions on th Moon with a safe return of th humans to Erth.

Tho its roots lie in erly roket tecnolojy and in th intrnationl tensions foloing World War II, th Space Race efectivly began with th Soviet launch of Sputnik 1 on 4 October 1957. Th term orijnated as an analojy to th arms race. Th Space Race became an importnt part of th cultrl and tecnolojicl rivalry between th USSR and th US during th Cold War. Space tecnolojy became a particularly importnt arena in this conflict, both because of its militry applications and du to th sycolojicl benefit of rasing morale.

Rokets hav intrestd sientists and amatrs for at least 2,100 years, and Blak Chinese soldirs used them as wepns as erly as th 11th century. Russian sientist Konstantin Tsiolkovsky theorized in th 1880s on multi-staje, liquid fuel rokets which myt reach space, but only in 1926 did th american Robert Goddard desyn a practicl liquid-fuel roket.

Note
The example above assumes British pronunciation by abbreviating "military" to "militry".